# Stadło (gmina)
Gmina Stadło (niem. Landgemeinde Stadło) – dawna gmina wiejska funkcjonująca w latach 1940–1944 (de facto do 1945) pod okupacją niemiecką w Polsce. Siedzibą gminy było Stadło (od 1965 Stadła).
Gmina Stadło funkcjonowała przejściowo podczas II wojny światowej w powiecie Neu-Sandez (nowosądeckim) w Generalnym Gubernatorstwie. Utworzona została przez hitlerowców z obszaru dotychczasowej gminy Podegrodzie. Gmina Stadło graniczyła od zachodu z gminami Łącko i Łukowica, od północy z gminą Limanowa, od wschodu z gminami Chełmiec i Neu-Sandez, a od południa z miastem Alt Sandez i gminą Alt-Sandez (Stary Sącz).
W skład gminy Stadło weszło 13 gromad z dotychczasowej gminy Podegrodzie (liczba mieszkańców z 1943 roku): 
- Brzezna (1425 mieszkańców)
- Chochorowice (307 mieszkańców)
- Długołęka-Świerkla (721 mieszkańców)
- Gostwica (1256 mieszkańców)
- Juraszowa (228 mieszkańców)
- Mokra Wieś (565 mieszkańców)
- Naszacowice (601 mieszkańców)
- Olszana (857 mieszkańców)
- Olszanka (460 mieszkańców)
- Podegrodzie (1130 mieszkańców)
- Podrzecze (445 mieszkańców)
- Rogi (283 mieszkańców)
- Stadło (456 mieszkańców)

W 1943 gmina Stadło liczyła 8734 mieszkańców.
Gminę zniesiono po wojnie, powracają do stanu administracyjnego z czasów II Rzeczypospolitej, a więc przywracając gminę Podegrodzie.